# Septoria minuta
Septoria minuta är en svampart som beskrevs av J. Schröt. . Septoria minuta ingår i släktet Septoria och familjen Mycosphaerellaceae.   Inga underarter finns listade i Catalogue of Life.